# Ch’ti (Bier)

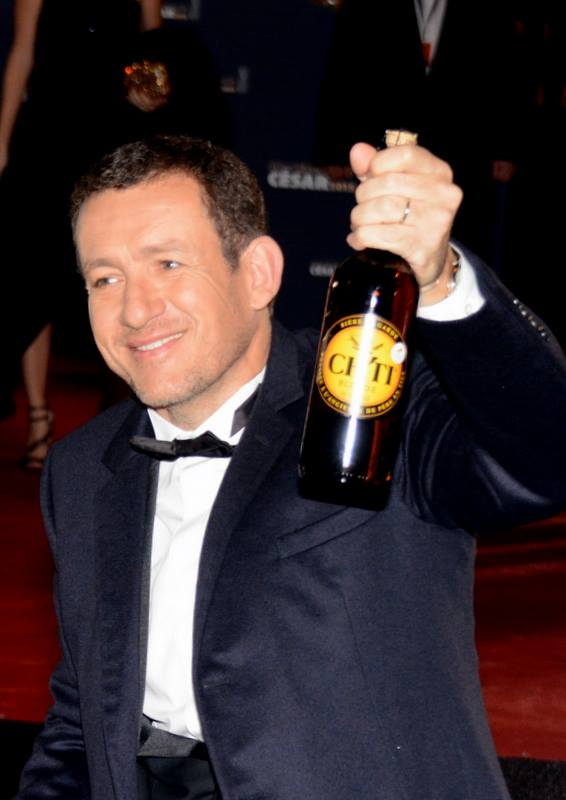
Der Schauspieler Dany Boon mit einer Flasche Ch’ti.

Ch’ti ist ein Bière de garde aus der Gemeinde Bénifontaine, in der Nähe von Lens im Département Pas-de-Calais. Es wurde 1979 entwickelt. Es gibt verschiedene Sorten: Blonde, Ambrée, Triple, Bière de noël („Weihnachtsbier“), Jade und Bière de Printemps („Frühlingsbier“).
Ch’ti blonde erhielt auf der Salon de l’Agriculture 2007 eine Silbermedaille.
Die Biere werden in der Brasserie Castelain hergestellt, einem Familienunternehmen von Nicolas Castelain. Er hat die Nachfolge von Annick et Yves Castelain angetreten.
Als 2007 der Film Willkommen bei den Sch’tis in die Kinos kam, stattete die Brauerei den Film mit Requisiten aus, wie zum Beispiel alte Bierkisten, Werbeschildern und alten Plakaten. Durch den Film wurde die Biermarke bekannter und die großen französischen Einzelhändler nahmen das Bier ins Sortiment.